# A csempész
A csempész (eredeti cím: The Mule) 2018-as amerikai bűnügyi-dráma, melyet Clint Eastwood írt, rendezett és készített. A főszereplők Eastwood, Bradley Cooper, Laurence Fishburne, Michael Peña, Dianne Wiest és Andy García. Ez volt Eastwood első fellépő projektje a 2012-es Az utolsó csavar című filmje után, valamint a Gran Torino óta az első rendezési főszerepe.
A forgatás 2018 júniusában kezdődött, Atlantában és Augustában (Georgia). Az Amerikai Egyesült Államokban 2018. december 14-én mutatta be a Warner Bros., míg Magyarországon egy hónappal később, január 10-én a Fórum Hungary forgalmazásában.
A film jelenleg világszerte több mint 93 millió dolláros bevételnél tart, emellett vegyes értékeléseket kapott a kritikusoktól; akik "megrendítőnek és hangulatosnak" nevezték művet, és megdicsérték Eastwood filmbéli teljesítményét, ám megjegyezték, hogy nincs igazán drámai érzéke. A Metacritic oldalán a film értékelése 58% a 100-ból, ami 33 véleményen alapul. A Rotten Tomatoeson a Csempész 65%-os minősítést kapott, 109 értékelés alapján.

## Cselekmény
Egy 90 éves virágtermesztő és koreai háborús veterán, Earl Stone (Clint Eastwood) pénzügyi nehézségekkel szembesül és a családjától is elidegenedik. Hamarosan mindenki elpártol mellőle, a virágüzlete is becsődöl. Mivel a férfinak nincs pénze és a családjára sem számíthat, elfogad egy nem hétköznapi ajánlatot. Egy mexikói drogkartell csempészének áll és nagy mennyiségű kokaint kezd el szállítani autóval az Amerikai Egyesült Államokba. Ezzel párhuzamosan Colin Bates (Bradley Cooper) kábítószer-ellenes ügynök nyomozni kezd az ügyben, és csak idő kérdése, hogy Earl nyomára bukkanjon.

## Szereplők
| Szereplő                           | Színész             | Magyar hang      |
| ---------------------------------- | ------------------- | ---------------- |
| Earl Stone, drogcsempész           | Clint Eastwood      | Reviczky Gábor   |
| Colin Bates, DEA ügynök            | Bradley Cooper      | Rajkai Zoltán    |
| DEA különleges ügynök              | Laurence Fishburne  | Schneider Zoltán |
| Trevino, DEA ügynök és Bates társa | Michael Peña        | Csőre Gábor      |
| Mary, Earl ex-felesége             | Dianne Wiest        | Tímár Éva        |
| Laton, kartellfőnök                | Andy García         | Kőszegi Ákos     |
| Ginny, Earl unokája                | Taissa Farmiga      | Pekár Adrienn    |
| Iris, Earl elidegenedett lánya     | Alison Eastwood     | Orosz Anna       |
| Julio, egy kartell-kereskedő       | Ignacio Serricchio  | Pál András       |
| Brown DEA ügynök                   | Loren Dean          | Maday Gábor      |
| Gustavo                            | Clifton Collins Jr. |                  |